# Roland Dyens
 (octobre 2016).
Si vous disposez d'ouvrages ou d'articles de référence ou si vous connaissez des sites web de qualité traitant du thème abordé ici, merci de compléter l'article en donnant les références utiles à sa vérifiabilité et en les liant à la section « Notes et références ».
Roland Dyens, né le 19 octobre 1955 à Tunis et mort le 29 octobre 2016 à Paris 15e,, est un guitariste, concertiste, compositeur, arrangeur et improvisateur français. Il est considéré comme l'un des plus grands guitaristes de son temps.

## Biographie
Roland Dyens commence l’étude de la guitare à l’âge de neuf ans. Quatre ans plus tard, il devient élève de Alberto Ponce dans la classe duquel il obtient, en 1976, la licence de concert de l'École normale de musique de Paris.
Parallèlement à ses études instrumentales, il suit la « classe d’écriture » du compositeur et chef d’orchestre Désiré Dondeyne auprès duquel il lui sera décerné un 1er Prix d’harmonie, de contrepoint et d’analyse.
Lauréat de la Fondation Menuhin, Roland Dyens fut classé à 33 ans par le magazine Guitarist parmi les 100 meilleurs guitaristes mondiaux, tous styles confondus.
Ancien élève d'Alberto Ponce, il enseigne la guitare au Conservatoire national supérieur de musique et de danse de Paris.
En 2006 il reçoit la Chitarra d’Oro pour l’ensemble de son œuvre par la Présidence du Concours international Città di Alessandria, ainsi que le prestigieux Grand Prix du disque de l’Académie Charles-Cros, tous deux obtenus lors d’hommages rendus au compositeur brésilien Heitor Villa-Lobos.
Il a eu l'honneur d'être l'auteur du morceau imposé de la prestigieuse compétition internationale de la Guitar Foundation of America qui s'est tenue à Los Angeles, où plus de 50 candidats ont interprété Anyway et sa partie centrale improvisée.
Dans la même année, lors de la tournée d'automne en Amérique du Nord, la presse canadienne le consacre en donnant cinq étoiles pour son récital à Winnipeg le 6 octobre, récompense qui n'avait été enregistrée qu'une seule fois dans les annales de la presse quotidienne musicale Winnipeg Free depuis sa création en 1872.
En 2008 il reçoit le « Premio per la Composizione » lors du 2e Festival international de guitare Città di Fiuggi (Rome). Dans la même année, il a été choisi pour écrire et diriger Soleils levants, la musique d’ensemble qui commémorera le 20e anniversaire de la prestigieuse Association des ensembles de guitare au Japon.
Il a composé de nombreuses pièces pour guitare, dont notamment des adaptations de chansons françaises. Le Tango en skaï, morceau qu'il avait l'habitude d'improviser sur scène en guise de rappel avant de le mettre sur papier, est probablement sa composition la plus connue.
Après un voyage au Brésil, il s'est inspiré de la musique de ce pays pour composer trois saudades.

## Discographie

### Par Roland Dyens
- 1985 : Hommage à Georges Brassens, avec le Quatuor Enesco (Auvidis) (OCLC 938154680)
- 1987 : Hommage à Villa-Lobos
- 1989 : Ao Vivo
- 1990 : Heitor Villa-Lobos/Les Préludes
- 1991 : Concerto en Si for guitar and ensemble of 21 guitars
- 1995 : Chansons françaises, volume 1
- 1995 : Chansons françaises, volume 2 (L'empreinte digitale) (OCLC 811644437)
- 1997 : Concierto de Aranjuez/Concerto Metis
- 1999 : Nuages
- 2001 : Citrons Doux
- 2003 : Night and Day
- 2007 : Sor & Giuliani, avec le Quatuor Arthur-LeBlanc (18-20 février 2006, Atma Classique) (OCLC 428456621)
- 2009 : Naquele Tempo

### De Roland Dyens
- Œuvres pour guitare – Elena Papandreou, guitare (25-26 janvier 2004, BIS) (OCLC 827730015)
- Œuvres pour guitare – Michele Di Filippo, guitare (mars-mai 2020, Da Vinci Classics C00315) (OCLC 1263689717)
- Roland – Ensemble Dre (2021, Baros Records) (OCLC 1398553219)

### DVD
- 2008 : Anyway

## Compositions et arrangements

### Pour guitare solo
- 20 Lettres
- "A caminho do Rio"
- "Abraçada"
- "After Christmas Feeling"
- "Alba nera"
- "Andine"
- "Anissem"
- "Anyway"
- "Atè breve"
- "Baba Song"
- "Babybaiao"
- "Berceuse diurne"
- "Blue Montuno"
- "Bluesy ? Me Neither"
- "Calypsong"
- "Cancion de Cuna"
- "Chanson d’ivoire"
- "Chant song"
- "Chinese Reggae"
- "Chirimoyesca"
- "Citrons doux"
- "Comme le jour"
- "D’Enfance"
- "Deux américains à Paris"
- "Djembe"
- "El ultimo recuerdo"
- Éloge de Léo Brouwer
- "Farinazzurra"
- "Fleur de paresse"
- "Flying Wigs"
- "Frog Touch"
- "Garcheries"
- "Gin pentatonic"
- "Giverny"
- "Have Fun !"
- Hommage à Frank Zappa
- Hommage à Villa-Lobos
- "Impressions soleil couchant"
- "Just comme ça"
- L.B. Story
- "L’Allusive"
- "L’Archipel"
- "L’Aronde d’Evan"
- "L’Hymne sans drapeau"
- "L’Hypocampe à Nella"
- "L’Insulaire"
- "La Carina"
- "La Chanson de Paris"
- "La Harpiste aux étoiles"
- "La Microrientale"
- "La Minute Espagnole"
- "La Obstinada"
- "La Petite synagogue"
- "La toque à Tina"
- "La Valse d’Anny"
- "Lazy Birds"
- "Le Joueur de kora"
- "Le Magichien"
- "Le Manège désenchanté"
- "Le Mouchoir bleu"
- "Le Petit orgue de Barbarie"
- "Le Quatuor Accorde"
- "Le Titrain qui passe"
- "Le Titrain qui passe"
- Le Tricorde"
- "Les Balancelles"
- "Les Fanfans"
- "Les Intrigues du vent"
- "Les Ré glissent et portent manteaux"
- Libra Sonatine
- Lille Song
- Lulla by Melissa
- "Ma Bachiane à moi"
- Mambo des nuances
- "Marchante basse"
- Mes arrangements à l’amiable
- Muguets"
- "Nez Rouges"
- "Notes indiscrètes"
- "Nova Bossa"
- "Odd Boogie"
- "On Joes’s Deck"
- "Ottocento"
- "P’tit day dream"
- "Paganinata"
- "Paris-Ciné"
- "Per quelli ai quali piacciono le sincopi"
- "Pizzmambo"
- "Pujoliana"
- "Rue La Quintinie"
- "Sad Red Nylon"
- "Saint-Germain en Laye"
- Santo Tirso
- "Saudade n°1"
- "Saudade n°2"
- "Saudade n°3"
- "Sixties Popsong"
- "Snail Rumba"
- "Sol d’Ièze"
- Songe Capricorne
- "StaccatOstinato"
- Tango en skaï
- "Terre promise"
- "The Delights of Jetlag"
- "The Juggling Dwarf"
- "The Magic Souvlaki"
- "The Magic Souvlaki"
- "The Wiz"
- Triaela
- "Tribute to Dizzy"
- "Triste Musette"
- "Um retrato sò"
- "Una Fragancia"
- "US Pic"
- Valse des anges
- Valse en skaï
- "Vénézuelettre"
- Ville d'avril
- "Vivaldiana"
- "Walking to Arroyo Grande"
- "Wink Wink"
- "With Campo on my mind"

### Musique de chambre
- Aria (quintet de guitare)
- Brésils (4 guitares ou ensemble)
- Citrons doux (avec quatuor à cordes)
- Côté Nord (2 guitares)
- Côté Sud (octet de guitares, quartet possible)
- Hamsa (4 guitares ou ensemble de guitares)
- Rossiniana no 1 d'après Mauro Giuliani (guitare solo et quatuor à cordes)
- Rythmaginaires (octet de guitares)
- Suite polymorphe (4 guitares ou ensemble)
- Tango en skaï (guitare solo et quatuor à cordes)
- Variations sur un thème de La Flûte enchantée de Mozart (4 guitares ou ensemble)
- Ville d'avril (4 guitares ou ensemble)

### Concertos
- Concertino de Nürtingen (guitare solo et ensemble de guitares)
- Concerto en si (guitare solo et ensemble de guitares)
- Concerto métis (guitare et piano)
- Concerto métis (guitare solo et orchestre à cordes)
- Concertomaggio (2 guitares et orchestre à cordes)